# استف کورتیس
استف کورتیس (انگلیسی: Stef Curtis؛ زادهٔ ۵ دسامبر ۱۹۸۳) بازیکن فوتبال اهل جمهوری ایرلند است.
از باشگاه‌هایی که در آن بازی کرده‌است می‌توان به باشگاه فوتبال زنان چلسی اشاره کرد.
وی همچنین در تیم ملی فوتبال زنان جمهوری ایرلند بازی کرده‌است.